# جاوید مجددی
جاوید مجددی (زادهٔ کابل، افغانستان) استاد دین‌شناسی دانشگاه راتگرز است. عمده شهرت او به واسطهٔ ترجمهٔ شش دفتر مثنوی مولوی به زبان انگلیسی در شش جلد است.

## زندگی و تحصیلات
جاوید در نوزده سالگی‌اش، به دانشگاه منچستر راه یافت، جایی که او لیسانس و دکترایش را در زمینه مطالعات خاورمیانه بدست آورد. پس از فارغ‌التحصیلی، از دانشگاه منچستر، او به طور هیئت‌علمی تمام‌وقت در دانشکده مطالعات خاورمیانه کار کرد و در آنجا زبان عربی و اسلامشناسی تدریس کرد.
در ۱۹۸۸، جاوید از بریتانیا به آمریکا نقل مکان کرد. او در دانشگاه کلمبیا، به مدت دو سال به عنوان ویراستار دانشنامه ایرانیکا فعالیت کرد. او در دانشگاه راتگرز از سال ۲۰۰۳ تا کنون مشغول تدریس است. او رئیس پیشین مرکز خاورمیانه‌شناسی در دانشگاه راتگرز بود و هم‌اکنون، مدیر کارشناسی ارشد در دانشکده ادیان است.

## ترجمه مثنوی
ترجمه مثنوی به قلم مجددی از سال ۲۰۰۴ میلادی تا امروز در حال انتشار است و هنوز به پایان نرسیده. دفتر اول در سال ۲۰۰۴، دفتر دوم در سال ۲۰۰۷، دفتر سوم در سال ۲۰۱۳، دفتر چهارم در سال ۲۰۱۷  و دفتر پنجم در سال ۲۰۲۲  همگی از سوی انتشارات دانشگاه آکسفورد منتشر شد و دفتر بعدی همچنان در دست ترجمه است. ترجمه‌های او مورد تحسین قرار گرفته و جایزه گرفته‌است.